# ریچارد فولدز
ریچارد فولدز (انگلیسی: Richard Faulds؛ زادهٔ ۱۶ مارس ۱۹۷۷) تیرانداز اهل بریتانیا است.
وی در مسابقات کشوری و بین‌المللی در مجموع برندهٔ ۱ مدال طلا شده‌است.